# Sigmaxinella ramosa
Sigmaxinella ramosa är en svampdjursart som först beskrevs av Carter 1883.  Sigmaxinella ramosa ingår i släktet Sigmaxinella och familjen Desmacellidae. Inga underarter finns listade i Catalogue of Life.